# Aço de Damasco

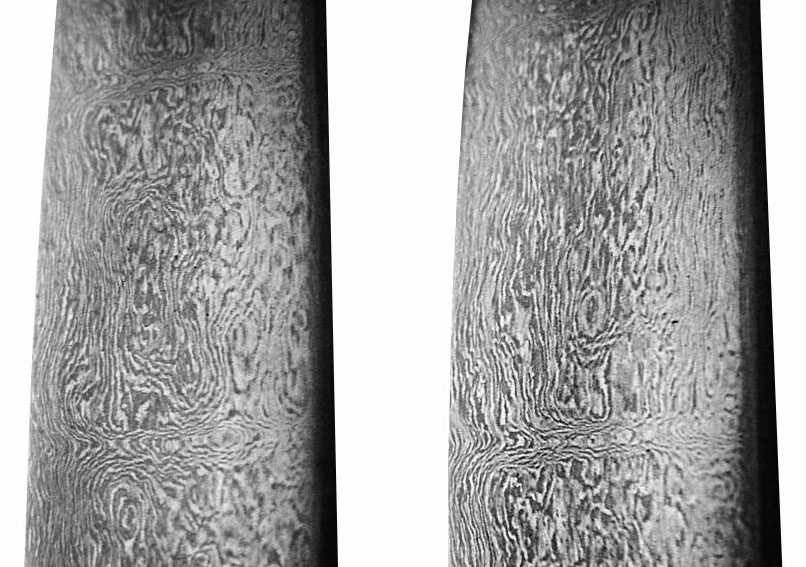
Close-up de uma espada de aço de Damasco forjada na Persia no século XVIII

O aço de Damasco era o aço forjado que compreendia as lâminas de espadas forjadas no Oriente Médio a partir de lingotes aço sérico (aço de wootz) que eram importados da Índia e do Sri Lanka. Essas espadas são caracterizadas por padrões distintos de faixas e manchas que lembram o fluxo de água. Essas lâminas eram reputadas como resistentes, resistentes a estilhaços e capazes de serem afiadas a uma borda afiada e resistente.
O aço deve o seu nome a Damasco, a capital da Síria e uma das maiores cidades do antigo Levante. Pode referir-se a espadas feitas ou vendidas diretamente em Damasco, ou pode apenas se referir ao aspecto dos padrões típicos, em comparação com os tecidos de Damasco (que são nomeados após Damasco).
O método original de produzir aço sérico não é conhecido. Modernas tentativas de duplicar o metal não foram totalmente bem sucedidas devido a diferenças nas matérias-primas e técnicas de fabricação.  Várias pessoas nos tempos modernos afirmaram ter redescoberto os métodos pelos quais o aço original de Damasco foi produzido.
A reputação e a história do aço de Damasco deram origem a muitas lendas, como a habilidade de cortar um cano de fuzil ou cortar um fio de cabelo caindo sobre a lâmina. Uma equipe de pesquisa na Alemanha publicou um relatório em 2006 revelando nanofios e nanotubos de carbono em uma lâmina forjada a partir de aço de Damasco. Embora muitos tipos de aço moderno superem as antigas ligas de Damasco, reações químicas no processo de produção tornaram as pás extraordinárias para a época, já que o aço de Damasco era superplástico e muito duro ao mesmo tempo. Durante o processo de fundição para obter lingotes de aço sérico, sabe-se que a biomassa lenhosa e as folhas foram usadas como aditivos de cementação, juntamente com certos tipos específicos de ferro, ricos em elementos microligantes.  Esses lingotes seriam então forjados e trabalhados em lâminas de aço de Damasco. Pesquisas mostram agora que os nanotubos de carbono podem ser derivados de fibras vegetais, sugerindo como os nanotubos foram formados no aço. Alguns especialistas esperam descobrir esses nanotubos em mais relíquias à medida que são analisados mais de perto.

## História

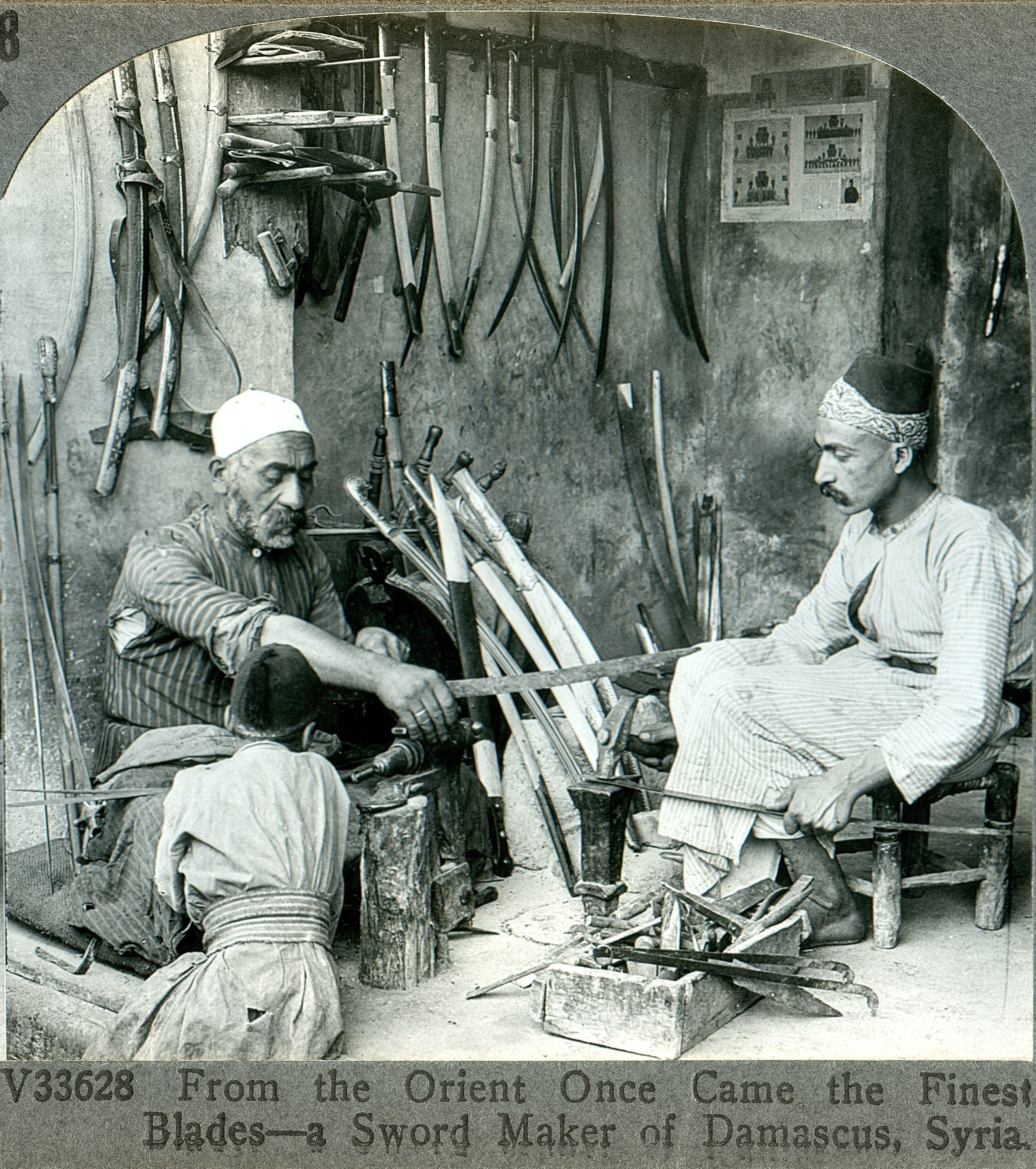
Um ferreiro de Damasco, c. 1900

As lâminas de Damasco foram fabricadas no Oriente Médio a partir de lingotes de aço sérico importados da Índia, bem como do Sri Lanka. Os árabes introduziram o aço sérico em Damasco, onde a indústria de armas prosperou.  Do século III ao século XVII, lingotes de aço eram enviados para o Oriente Médio pela Índia.

### Perda da técnica
A produção dessas espadas padronizadas diminuiu gradualmente, cessando por volta de 1750, e o processo foi perdido para os ferreiros.  Várias teorias modernas se aventuraram a explicar esse declínio, incluindo a quebra de rotas de comércio para suprir os metais necessários, a falta de impurezas nos metais, a possível perda de conhecimento sobre as técnicas de fabricação por meio de sigilo e falta de transmissão, supressão da indústria na Índia pelo Raj britânico, ou uma combinação de todos os acima.
O aço sérico original era importado da Índia para Damasco, onde os cuteleiros do Oriente Médio os forjaram em espadas. Devido à distância do comércio para este aço, uma interrupção suficientemente longa das rotas comerciais poderia ter terminado a produção de aço de Damasco e, eventualmente, levou à perda da técnica na Índia.  Além disso, a necessidade de impurezas-chave de tungstênio ou vanádio dentro dos materiais necessários para a produção do aço pode estar ausente se este material foi adquirido de diferentes regiões de produção ou fundido a partir de minérios sem esses elementos-chave. A técnica para o ciclo térmico controlado após o forjamento inicial a uma temperatura específica também poderia ter sido perdida, evitando assim que ocorra o padrão damasco final no aço.
A descoberta de nanotubos de carbono na composição do aço de Damasco sustenta essa hipótese, uma vez que a precipitação de nanotubos de carbono provavelmente resultou de um processo específico que pode ser difícil de replicar caso a técnica de produção ou as matérias-primas utilizadas sejam significativamente alteradas.

## Reprodução
Recriar o aço de Damasco é um subcampo da arqueologia experimental. Muitos tentaram descobrir ou fazer engenharia reversa do processo pelo qual ela foi feita.[carece de fontes?]

### Moran: soldagem de tarugos

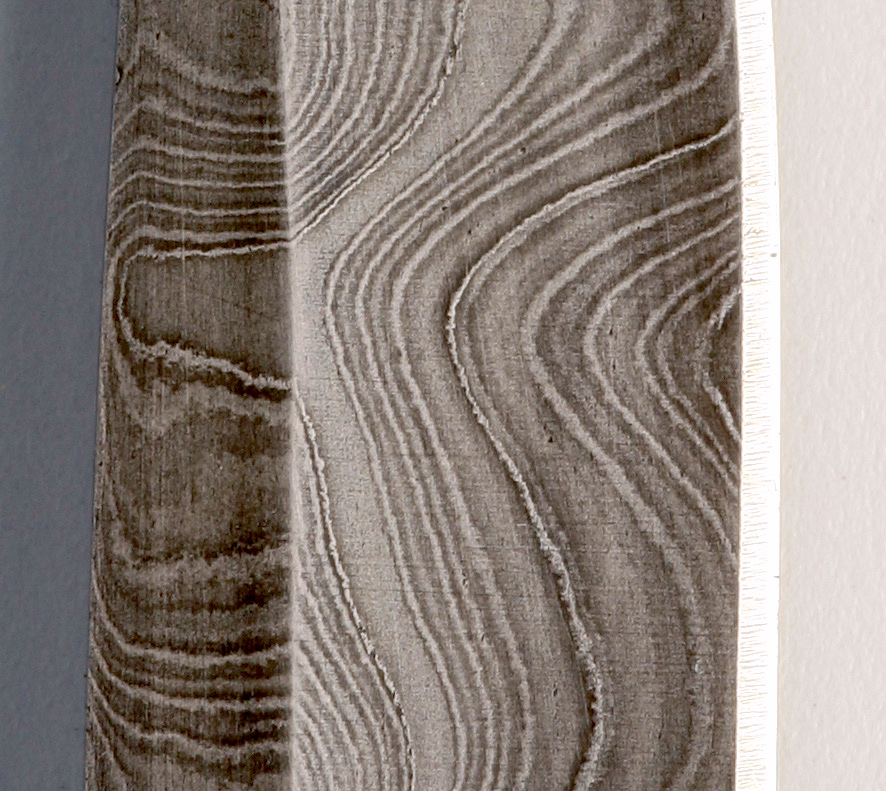
Padrão na moderna "faca de Damasco"

Desde a conhecida técnica de soldagem de padrões ; a soldagem de forja de uma lâmina de várias peças diferentes produziu padrões de superfície semelhantes aos encontrados em lâminas de Damasco, alguns ferreiros modernos foram erroneamente levados a acreditar que as lâminas originais de Damasco foram feitas usando essa técnica. No entanto, hoje, a diferença entre o aço sérico e a padrão do desenho é totalmente documentada e bem compreendida.  O padrão do desenho do aço tem sido chamado de "aço de Damasco" desde 1973, quando o ferreiro William F. Moran revelou suas "facas de Damasco" no Knifemakers 'Guild Show.
Este "Damasco Moderno" é feito de vários tipos de lâminas de aço e ferro soldadas para formar um tarugo (produto semiacabado), atualmente o termo "Damasco" (embora tecnicamente incorreto) é amplamente aceito para descrever o padrão moderno de lâminas de aço soldado no comércio.  Os padrões variam dependendo de como o ferreiro trabalha o tarugo. O tarugo é retirado e dobrado até que o número desejado de camadas seja formado. Para obter uma classificação de Mestre ferreiro com a American Bladesmith Society que Moran fundou, o ferreiro deve forjar uma lâmina de Damasco com um mínimo de 300 camadas.

### Verhoeven e Pendray: cadinho
JD Verhoeven e AH Pendray publicaram um artigo sobre suas tentativas de reproduzir as características elementares, estruturais e visuais do aço de Damasco. Eles começaram com um bolo de aço que combinava com as propriedades do original aço sérico da Índia, que também combinava com uma série de espadas Damasco originais que Verhoeven e Pendray tinham acesso. O aço sérico estava em um estado suave e recozido, com uma estrutura de grãos e contas de carboneto de ferro puro, que resultavam de seu estado hipereutetóide. Verhoeven e Pendray já haviam determinado que os grãos na superfície do aço eram grãos de carboneto de ferro. O seu objetivo era reproduzir os padrões de carboneto de ferro que viam nas lâminas de Damasco dos grãos no aço sérico.[carece de fontes?]
Embora esse material pudesse ser trabalhado a baixas temperaturas para produzir o padrão estriado de Damasceno de faixas de ferrite e cementita misturadas de maneira idêntica ao padrão do aço de Damasco, qualquer tratamento térmico suficiente para dissolver os carbonetos destruiria permanentemente o padrão.  No entanto, Verhoeven e Pendray descobriram que em amostras de aço verdadeiro de Damasco, o padrão Damasceno poderia ser recuperado pelo envelhecimento a uma temperatura moderada.  Eles descobriram que certos elementos formadores de carboneto, um dos quais era o vanádio, não se dispersaram até que o aço atingisse temperaturas mais altas do que as necessárias para dissolver os carbonetos.  Portanto, um tratamento de alta temperatura poderia remover a evidência visual de padronização associada a carbonetos, mas não removeu o padrão subjacente dos elementos formadores de carboneto; um tratamento térmico subsequente a baixa temperatura, a uma temperatura na qual os carbonetos eram novamente estáveis, poderia recuperar a estrutura pela ligação do carbono por esses elementos.[carece de fontes?]

### Anosov, Wadsworth e Sherby: bulat
Na Rússia, as crônicas registram o uso de um material conhecido como aço bulat para fabricar armas de alto valor, incluindo espadas, facas e machados.  O czar Miguel da Rússia supostamente tinha um capacete feito para ele em 1621. A origem exata ou o processo de fabricação do bulat é desconhecido, mas provavelmente foi importado para a Rússia através da Pérsia e do Turquestão e deveria ser semelhante e possivelmente era o mesmo processo do aço de Damasco.  Pavel Petrovich Anosov fez várias tentativas de reproduzir o processo em meados do século XIX. Wadsworth e Sherby também pesquisaram a reprodução do aço bulat e publicaram seus resultados em 1980.

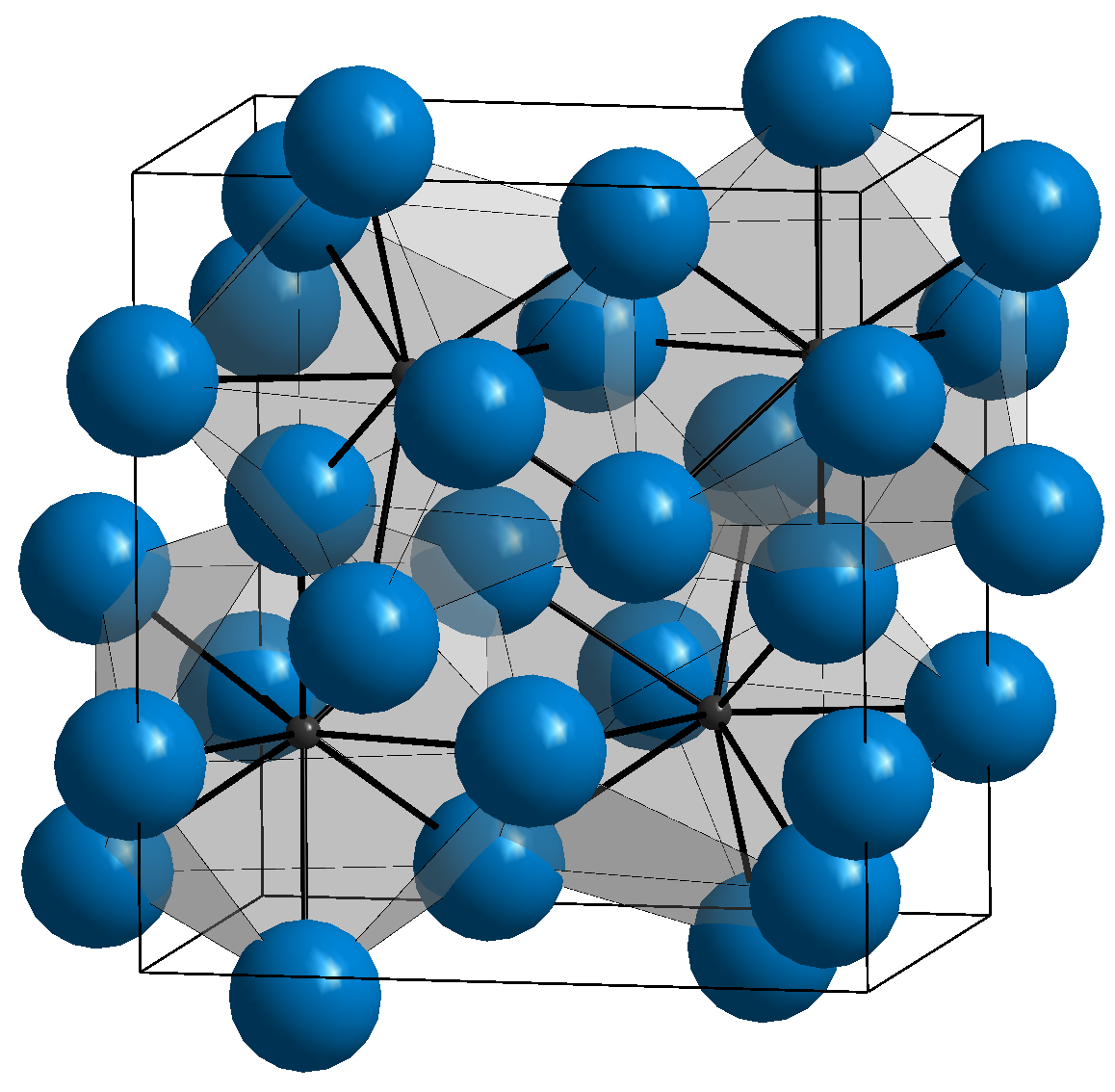
Estrutura de cristal de cementite, com os átomos de ferro em azul e os átomos de carbono em preto

### Pesquisa adicional
Uma equipe de pesquisadores da Universidade Técnica de Dresden, que usou raios X e microscopia eletrônica para examinar o aço de Damasco, descobriu a presença de nanofios de cementita e nanotubos de carbono. Peter Paufler, membro da equipe de Dresden, diz que essas nanoestruturas são resultado do processo de forjamento.
Sanderson propõe que o processo de forjar e recozer conta para a formação das estruturas em nanoescala.

### No fabrico de armas
Antes do início do século XX todos os canos de espingarda foram forjados aquecendo tiras estreitas de ferro e aço e moldando-as em torno de um mandril. Este processo foi referido como "laminação" ou "Damasco". Esses tipos de canos de armas ganhavam uma reputação pela sua fraqueza e nunca deveriam ser usados com pó moderno sem fumaça, ou qualquer tipo de explosivo moderadamente poderoso. Por causa da semelhança com o aço de Damasco, os barris mais sofisticados eram feitos por fabricantes de armas belgas e britânicos. Estes canos era feito o teste de prova e deviam ser usados com cargas de pressão leves. Fabricantes de armas atuais fazem montagens de slides e pequenas peças, como gatilhos e dispositivos de segurança para pistolas Colt M1911 de aço sueco em pó, resultando em um efeito de dois tons redemoinho; estas peças são muitas vezes referidas como "Damasco inoxidável".